# Seznam katastrálních území v okrese Třebíč
V této tabulce je uveden kompletní výčet katastrálních území Okresu Třebíč, včetně rozlohy a sídel, které na nich leží.
| Název KÚ                             | Sídla                                                                          | Obec                           | km2   |
| ------------------------------------ | ------------------------------------------------------------------------------ | ------------------------------ | ----- |
| A                                    | A                                                                              | A                              |       |
| Babice u Lesonic                     | Babice                                                                         | Babice                         | 4,33  |
| Bačice                               | Bačice                                                                         | Bačice                         | 3,06  |
| Bačkovice                            | Bačkovice                                                                      | Bačkovice                      | 6,38  |
| Batouchovice                         | Batouchovice                                                                   | Bochovice                      | 1,86  |
| Benetice                             | Benetice                                                                       | Benetice                       | 3,25  |
| Biskupice u Hrotovic                 | Biskupice                                                                      | Biskupice-Pulkov               | 9,44  |
| Bítovánky                            | Bítovánky                                                                      | Želetava                       | 5,41  |
| Blatnice                             | Blatnice                                                                       | Blatnice                       | 9,39  |
| Bohušice                             | Bohušice                                                                       | Bohušice                       | 5,26  |
| Bochovice                            | Bochovice                                                                      | Bochovice                      | 3,98  |
| Bolíkovice                           | Bolíkovice                                                                     | Babice                         | 5,24  |
| Boňov                                | Boňov                                                                          | Jaroměřice nad Rokytnou        | 5,48  |
| Bransouze                            | Bransouze                                                                      | Bransouze                      | 5,16  |
| Brtnický Číchov                      | Číchov                                                                         | Číchov                         | 6,68  |
| Březník                              | Březník                                                                        | Březník                        | 13,57 |
| Budíkovice                           | Budíkovice                                                                     | Třebíč                         | 5,27  |
| Budišov                              | Budišov, Mihoukovice                                                           | Budišov                        | 13,3  |
| Budkov                               | Budkov                                                                         | Budkov                         | 17,29 |
| Cidlina na Moravě                    | Cidlina                                                                        | Cidlina                        | 8,76  |
| Čáslavice                            | Čáslavice                                                                      | Čáslavice                      | 10,19 |
| Častohostice                         | Častohostice                                                                   | Častohostice                   | 3,5   |
| Častotice                            | Častotice                                                                      | Zahrádka                       | 2,84  |
| Čechočovice                          | Čechočovice                                                                    | Čechočovice                    | 3,98  |
| Čechtín                              | Čechtín                                                                        | Čechtín                        | 6,33  |
| Červená Lhota                        | Červená Lhota                                                                  | Červená Lhota                  | 7,41  |
| Číhalín                              | Číhalín                                                                        | Číhalín                        | 6,34  |
| Čikov                                | Čikov                                                                          | Čikov                          | 9,68  |
| Číměř nad Jihlavou                   | Číměř                                                                          | Číměř                          | 4,34  |
| Dalešice                             | Dalešice                                                                       | Dalešice                       | 11,38 |
| Dědice                               | Dědice                                                                         | Dědice                         | 4,04  |
| Dolní Lažany                         | Dolní Lažany                                                                   | Dolní Lažany                   | 5,44  |
| Dolní Vilémovice                     | Dolní Vilémovice                                                               | Dolní Vilémovice               | 9,91  |
| Domamil                              | Domamil                                                                        | Domamil                        | 10,96 |
| Dukovany                             | Dukovany                                                                       | Dukovany                       | 12,53 |
| Hartvíkovice                         | Hartvíkovice                                                                   | Hartvíkovice                   | 5,74  |
| Heraltice                            | Heraltice                                                                      | Heraltice                      | 7,02  |
| Heřmanice u Rouchovan                | Rouchovany                                                                     | Rouchovany                     | 3,28  |
| Hluboké                              | Hluboké                                                                        | Hluboké                        | 4,28  |
| Hodov                                | Hodov                                                                          | Hodov                          | 10,21 |
| Horky u Želetavy                     | Horky                                                                          | Želetava                       | 2,13  |
| Horní Heřmanice                      | Horní Heřmanice                                                                | Horní Heřmanice                | 4,94  |
| Horní Lažany u Lesonic               | Horní Lažany                                                                   | Lesonice                       | 0,68  |
| Horní Lhotice                        | Horní Lhotice                                                                  | Kralice nad Oslavou            | 3,09  |
| Horní Smrčné                         | Horní Smrčné                                                                   | Horní Smrčné                   | 3,33  |
| Horní Újezd u Třebíče                | Horní Újezd                                                                    | Horní Újezd                    | 7,16  |
| Horní Vilémovice                     | Horní Vilémovice                                                               | Horní Vilémovice               | 9,76  |
| Hornice                              | Hornice                                                                        | Hornice                        | 3,27  |
| Hory u Předína                       | Hory                                                                           | Předín                         | 0,71  |
| Hostákov                             | Hostákov                                                                       | Vladislav                      | 8,48  |
| Hrotovice                            | Hrotovice                                                                      | Hrotovice                      | 21,23 |
| Hroznatín                            | Hroznatín                                                                      | Hroznatín                      | 3,91  |
| Hvězdoňovice                         | Hvězdoňovice                                                                   | Hvězdoňovice                   | 2,6   |
| Chlístov u Rokytnice nad Rokytnou    | Chlístov                                                                       | Chlístov                       | 3,77  |
| Chlum nad Jihlavou                   | Chlum                                                                          | Chlum                          | 6,92  |
| Chotěbudice                          | Chotěbudice                                                                    | Chotěbudice                    | 5,53  |
| Chroustov u Třebenic                 | Chroustov                                                                      | Třebenice                      | 1,46  |
| Jackov                               | Jackov                                                                         | Moravské Budějovice            | 4,77  |
| Jakubov u Moravských Budějovic       | Jakubov u Moravských Budějovic                                                 | Jakubov u Moravských Budějovic | 9,88  |
| Jaroměřice nad Rokytnou              | Jaroměřice nad Rokytnou                                                        | Jaroměřice nad Rokytnou        | 16,21 |
| Jasenice                             | Jasenice                                                                       | Jasenice                       | 5,93  |
| Jedov                                | Jedov                                                                          | Náměšť nad Oslavou             | 3,68  |
| Jemnice                              | Jemnice                                                                        | Jemnice                        | 25,36 |
| Jinošov                              | Jinošov                                                                        | Jinošov                        | 5,06  |
| Jiratice                             | Jiratice                                                                       | Jiratice                       | 3,06  |
| Kamenná nad Oslavou                  | Kamenná                                                                        | Kamenná                        | 5,46  |
| Kdousov                              | Kdousov                                                                        | Kdousov                        | 2,23  |
| Kladeruby nad Oslavou                | Kladeruby nad Oslavou                                                          | Kladeruby nad Oslavou          | 12,77 |
| Klementice                           | Klementice                                                                     | Kamenná                        | 0,65  |
| Klučov                               | Klučov                                                                         | Klučov                         | 7,29  |
| Kojatice                             | Kojatice                                                                       | Kojatice                       | 4,03  |
| Kojatín                              | Kojatín                                                                        | Kojatín                        | 4,48  |
| Kojetice na Moravě                   | Kojetice                                                                       | Kojetice                       | 4,65  |
| Komárovice u Moravských Budějovic    | Komárovice                                                                     | Komárovice                     | 3,11  |
| Koněšín                              | Koněšín                                                                        | Koněšín                        | 11,24 |
| Kostníky                             | Kostníky                                                                       | Kostníky                       | 12,97 |
| Kouty u Třebíče                      | Kouty                                                                          | Kouty                          | 8,33  |
| Kozlany                              | Kozlany                                                                        | Kozlany                        | 3,12  |
| Kožichovice                          | Kožichovice                                                                    | Kožichovice                    | 10,65 |
| Kracovice                            | Kracovice                                                                      | Stařeč                         | 2,34  |
| Krahulov                             | Krahulov                                                                       | Krahulov                       | 4,89  |
| Kralice nad Oslavou                  | Kralice nad Oslavou                                                            | Kralice nad Oslavou            | 10,39 |
| Kramolín                             | Kramolín                                                                       | Kramolín                       | 4,96  |
| Krhov u Hrotovic                     | Krhov                                                                          | Krhov                          | 6,62  |
| Krnčice                              | Krnčice                                                                        | Nové Syrovice                  | 4,4   |
| Krokočín                             | Krokočín                                                                       | Krokočín                       | 4,33  |
| Kuroslepy                            | Kuroslepy                                                                      | Kuroslepy                      | 8,55  |
| Láz u Nových Syrovic                 | Láz                                                                            | Láz                            | 4,67  |
| Lažínky                              | Lažínky                                                                        | Moravské Budějovice            | 3,5   |
| Lesná u Želetavy                     | Lesná                                                                          | Lesná                          | 2,47  |
| Lesní Jakubov                        | Lesní Jakubov                                                                  | Lesní Jakubov                  | 3,19  |
| Lesonice                             | Horní Lažany, Lesonice                                                         | Lesonice                       | 8,25  |
| Lesůňky                              | Lesůňky                                                                        | Lesůňky                        | 3,48  |
| Lhánice                              | Lhánice                                                                        | Lhánice                        | 6,47  |
| Lhotice u Jemnice                    | Lhotice                                                                        | Lhotice                        | 2,8   |
| Lipňany u Skryjí                     | Dukovany                                                                       | Dukovany                       | 3,02  |
| Lipník u Hrotovic                    | Lipník                                                                         | Lipník                         | 5,14  |
| Litohoř                              | Litohoř                                                                        | Litohoř                        | 7,51  |
| Litovany                             | Litovany                                                                       | Litovany                       | 6,65  |
| Lomy u Jemnice                       | Lomy                                                                           | Lomy                           | 8,78  |
| Louka u Jemnice                      | Louka                                                                          | Jemnice                        | 4,66  |
| Loukovice                            | Loukovice                                                                      | Loukovice                      | 3,48  |
| Lovčovice                            | Lovčovice                                                                      | Lovčovice                      | 3,9   |
| Lukov u Moravských Budějovic         | Lukov                                                                          | Lukov                          | 8,72  |
| Malý Dešov                           | Dešov                                                                          | Dešov                          | 5,26  |
| Markvartice u Třebíče                | Markvartice                                                                    | Markvartice                    | 3,21  |
| Martínkov                            | Martínkov                                                                      | Martínkov                      | 10,05 |
| Mastník                              | Mastník                                                                        | Mastník                        | 5,27  |
| Menhartice                           | Menhartice                                                                     | Menhartice                     | 4,75  |
| Meziříčko u Moravských Budějovic     | Meziříčko                                                                      | Meziříčko                      | 4,98  |
| Mikulovice                           | Mikulovice                                                                     | Mikulovice                     | 4,19  |
| Milatice                             | Šebkovice                                                                      | Šebkovice                      | 2,19  |
| Mladoňovice na Moravě                | Mladoňovice                                                                    | Mladoňovice                    | 9,96  |
| Mohelno                              | Mohelno                                                                        | Mohelno                        | 17,5  |
| Moravské Budějovice                  | Moravské Budějovice                                                            | Moravské Budějovice            | 21,19 |
| Myslibořice                          | Myslibořice                                                                    | Myslibořice                    | 11,23 |
| Naloučany                            | Naloučany                                                                      | Naloučany                      | 5,42  |
| Náměšť nad Oslavou                   | Náměšť nad Oslavou                                                             | Náměšť nad Oslavou             | 8,11  |
| Nárameč                              | Nárameč                                                                        | Nárameč                        | 7,86  |
| Nimpšov                              | Nimpšov                                                                        | Nimpšov                        | 0,98  |
| Nová Brtnice                         | Nová Brtnice                                                                   | Zašovice                       | 0,59  |
| Nová Ves u Třebíče                   | Nová Ves                                                                       | Nová Ves                       | 4,35  |
| Nové Petrovice                       | Okříšky                                                                        | Okříšky                        | 0,33  |
| Nové Syrovice                        | Nové Syrovice                                                                  | Nové Syrovice                  | 17,22 |
| Nový Telečkov                        | Nový Telečkov                                                                  | Nový Telečkov                  | 3,68  |
| Ocmanice                             | Ocmanice                                                                       | Ocmanice                       | 7,06  |
| Odunec                               | Odunec                                                                         | Odunec                         | 6     |
| Ohrazenice na Moravě                 | Ohrazenice                                                                     | Jaroměřice nad Rokytnou        | 10,67 |
| Okarec                               | Okarec                                                                         | Okarec                         | 4,32  |
| Okrašovice                           | Okrašovice                                                                     | Slavičky                       | 2,57  |
| Okřešice u Třebíče                   | Okřešice                                                                       | Okřešice                       | 5,82  |
| Okříšky                              | Okříšky                                                                        | Okříšky                        | 6,24  |
| Opatov na Moravě                     | Opatov                                                                         | Opatov                         | 19,01 |
| Oponešice                            | Oponešice                                                                      | Oponešice                      | 5,17  |
| Ostašov na Moravě                    | Ostašov                                                                        | Ostašov                        | 2,13  |
| Otradice                             | Otradice                                                                       | Náměšť nad Oslavou             | 2,66  |
| Pálovice                             | Pálovice                                                                       | Pálovice                       | 5,92  |
| Panenská                             | Panenská                                                                       | Jemnice                        | 2,41  |
| Petrovice u Třebíče                  | Petrovice                                                                      | Petrovice                      | 6,19  |
| Petrůvky                             | Petrůvky                                                                       | Petrůvky                       | 3,87  |
| Plešice                              | Plešice                                                                        | Třebenice                      | 4,17  |
| Pocoucov                             | Pocoucov                                                                       | Třebíč                         | 5,68  |
| Podklášteří                          | Podklášteří, Týn, Zámostí                                                      | Třebíč                         | 7,91  |
| Pokojovice                           | Pokojovice                                                                     | Pokojovice                     | 1,79  |
| Police u Jemnice                     | Police                                                                         | Police                         | 5,95  |
| Popovice nad Rokytnou                | Popovice                                                                       | Jaroměřice nad Rokytnou        | 3,34  |
| Popůvky nad Jihlavou                 | Popůvky                                                                        | Popůvky                        | 5,74  |
| Pozďatín                             | Pozďatín                                                                       | Pozďatín                       | 5,72  |
| Pozďátky                             | Pozďátky                                                                       | Slavičky                       | 3,46  |
| Přeckov                              | Přeckov                                                                        | Přeckov                        | 4,61  |
| Předín                               | Předín                                                                         | Předín                         | 14,4  |
| Přešovice                            | Přešovice                                                                      | Přešovice                      | 6,76  |
| Přibyslavice nad Jihlavou            | Přibyslavice                                                                   | Přibyslavice                   | 6,14  |
| Příložany                            | Příložany                                                                      | Jaroměřice nad Rokytnou        | 6,76  |
| Příštpo                              | Příštpo                                                                        | Příštpo                        | 14,42 |
| Ptáčov                               | Ptáčov                                                                         | Třebíč                         | 6,82  |
| Pucov                                | Pucov                                                                          | Pucov                          | 4,95  |
| Pulkov                               | Pulkov                                                                         | Biskupice-Pulkov               | 2,41  |
| Pyšel                                | Pyšel                                                                          | Pyšel                          | 8,55  |
| Rácovice                             | Rácovice                                                                       | Rácovice                       | 7,21  |
| Račerovice                           | Račerovice                                                                     | Třebíč                         | 5,5   |
| Račice u Hrotovic                    | Račice                                                                         | Račice                         | 3,61  |
| Radkovice u Budče                    | Radkovice u Budče                                                              | Radkovice u Budče              | 5,31  |
| Radkovice u Hrotovic                 | Radkovice u Hrotovic                                                           | Radkovice u Hrotovic           | 15,28 |
| Radonín                              | Radonín                                                                        | Radonín                        | 3,98  |
| Radošov                              | Radošov                                                                        | Radošov                        | 6,4   |
| Radotice                             | Radotice                                                                       | Radotice                       | 4,82  |
| Rapotice                             | Rapotice                                                                       | Rapotice                       | 4,14  |
| Ratibořice na Moravě                 | Ratibořice                                                                     | Jaroměřice nad Rokytnou        | 6,38  |
| Rohy                                 | Rohy                                                                           | Rohy                           | 6,4   |
| Rokytnice nad Rokytnou               | Rokytnice nad Rokytnou                                                         | Rokytnice nad Rokytnou         | 8,07  |
| Rouchovany                           | Rouchovany                                                                     | Rouchovany                     | 12,08 |
| Rudíkov                              | Rudíkov                                                                        | Rudíkov                        | 7,07  |
| Římov na Moravě                      | Římov                                                                          | Římov                          | 9,15  |
| Řípov                                | Borovina, Řípov                                                                | Třebíč                         | 2,1   |
| Sedlec u Náměště nad Oslavou         | Sedlec                                                                         | Sedlec                         | 9,43  |
| Skryje nad Jihlavou                  | Dukovany                                                                       | Dukovany                       | 4,78  |
| Slavětice                            | Slavětice                                                                      | Slavětice                      | 9,49  |
| Slavice                              | Slavice                                                                        | Třebíč                         | 8,08  |
| Slavičky                             | Slavičky                                                                       | Slavičky                       | 3,03  |
| Slavíkovice u Jemnice                | Mladoňovice, Slavíkovice                                                       | Mladoňovice, Slavíkovice       | 5,51  |
| Smrk na Moravě                       | Smrk                                                                           | Smrk                           | 6,8   |
| Sokolí                               | Sokolí                                                                         | Třebíč                         | 4,08  |
| Stařeč                               | Stařeč                                                                         | Stařeč                         | 13,06 |
| Stropešín                            | Stropešín                                                                      | Stropešín                      | 6,9   |
| Střítež u Třebíče                    | Střítež                                                                        | Střítež                        | 7,57  |
| Střížov u Třebíče                    | Střížov                                                                        | Vladislav                      | 4,13  |
| Studenec u Třebíče                   | Studenec                                                                       | Studenec                       | 12,63 |
| Studnice                             | Studnice                                                                       | Studnice                       | 3,9   |
| Sudice u Náměště nad Oslavou         | Sudice                                                                         | Sudice                         | 6,14  |
| Svatoslav u Třebíče                  | Svatoslav                                                                      | Svatoslav                      | 19,29 |
| Šašovice                             | Šašovice                                                                       | Želetava                       | 6,29  |
| Šebkovice                            | Šebkovice                                                                      | Šebkovice                      | 8,54  |
| Šemíkovice                           | Šemíkovice                                                                     | Rouchovany                     | 9,41  |
| Štěměchy                             | Štěměchy                                                                       | Štěměchy                       | 9,94  |
| Štěpánovice u Jaroměřic nad Rokytnou | Štěpánovice                                                                    | Výčapy                         | 3,44  |
| Štěpkov                              | Štěpkov                                                                        | Štěpkov                        | 3,93  |
| Trnava u Třebíče                     | Trnava                                                                         | Trnava                         | 12,33 |
| Třebelovice                          | Třebelovice                                                                    | Třebelovice                    | 11,41 |
| Třebenice na Moravě                  | Třebenice                                                                      | Třebenice                      | 6,05  |
| Třebíč                               | Borovina, Horka-Domky, Jejkov, Nové Dvory, Nové Město, Stařečka, Vnitřní Město | Třebíč                         | 9,43  |
| Třebíčský Číchov                     | Číchov                                                                         | Číchov                         | 2,89  |
| Třesov                               | Třesov                                                                         | Třesov                         | 4,31  |
| Týn u Třebíče                        | Týn                                                                            | Třebíč                         | 2,75  |
| Udeřice                              | Udeřice                                                                        | Bačice                         | 2,26  |
| Vacenovice                           | Vacenovice                                                                     | Jaroměřice nad Rokytnou        | 2,51  |
| Valdíkov                             | Valdíkov                                                                       | Valdíkov                       | 5,82  |
| Valeč u Hrotovic                     | Valeč                                                                          | Valeč                          | 10,71 |
| Vaneč                                | Vaneč                                                                          | Pyšel                          | 3,22  |
| Velký Dešov                          | Dešov                                                                          | Dešov                          | 17,18 |
| Velký Újezd u Kojatic                | Velký Újezd                                                                    | Kojatice                       | 1,6   |
| Vesce u Moravských Budějovic         | Vesce                                                                          | Moravské Budějovice            | 3,42  |
| Věstoňovice                          | Věstoňovice                                                                    | Benetice                       | 1,67  |
| Vícenice u Dolních Lažan             | Vícenice                                                                       | Vícenice                       | 4,48  |
| Vícenice u Náměště nad Oslavou       | Vícenice u Náměště nad Oslavou                                                 | Vícenice u Náměště nad Oslavou | 5,95  |
| Vladislav                            | Vladislav                                                                      | Vladislav                      | 5,89  |
| Vlčatín                              | Vlčatín                                                                        | Vlčatín                        | 4,78  |
| Vranín                               | Vranín                                                                         | Moravské Budějovice            | 4,26  |
| Výčapy                               | Výčapy                                                                         | Výčapy                         | 9,9   |
| Zahrádka na Moravě                   | Zahrádka                                                                       | Zahrádka                       | 4,34  |
| Zárubice                             | Zárubice                                                                       | Zárubice                       | 5,52  |
| Zašovice                             | Zašovice                                                                       | Zašovice                       | 2,82  |
| Zňátky                               | Zňátky                                                                         | Náměšť nad Oslavou             | 4,18  |
| Zvěrkovice u Moravských Budějovic    | Zvěrkovice                                                                     | Zvěrkovice                     | 8,23  |
| Želetava                             | Želetava                                                                       | Želetava                       | 13,75 |

Celková výměra 1463,05 km2